# Georges Hilaire Bousquet
Pour les articles homonymes, voir Bousquet.
Georges Hilaire Bousquet (Paris, 3 mars 1846 - Paris, 15 janvier 1937) est un juriste français qui est conseiller étranger au Japon pendant l'ère Meiji.

## Biographie
Bousquet est né le 3 mars 1846, à Paris. Il est diplômé en Droit de l'université de Paris et travaillait comme avocat pour la cour d'appel quand il fut approché le 24 décembre 1871 par Naonobu Samejima, un diplomate japonais qui recrutait des conseillers étrangers pour le gouvernement de Meiji. Bousquet accepta la proposition et partit de Marseille le 16 février 1872. Âgé alors de 26 ans, Bousquet travailla avec son compatriote Gustave Emile Boissonade pendant quatre ans. Il participa à la traduction du code napoléonien en japonais, et à la réalisation de plusieurs codes civils. 
Bousquet enseigne aussi à la Meihoryo (école de Droit du ministère de la Justice).
Après son retour en France, il poursuit une carrière de juriste, est nommé au poste de directeur adjoint de la justice pénale, et est par la suite élu au Conseil d'État en juillet 1879. En janvier 1898, il devient directeur du département des douanes au ministère des Finances, où il réduit notamment les taxes à l'importation sur le saké japonais. Il reçoit l'ordre du Soleil levant (2e classe) en octobre de la même année.
Bousquet a aussi écrit le livre Le Japon de Nos Jours et les Échelles de l’Extrême-Orient: Ouvrage Contenant Trois Cartes en 1877, décrivant le Japon de cette époque. Il meurt à Paris en 1937 à l'âge de 90 ans. Il est enterré au cimetière de Montmartre.